# Jiriella thailandica
Jiriella thailandica – gatunek chrząszcza z rodziny skórnikowatych i podrodziny Megatominae.
Gatunek ten opisany został w 2012 roku przez Jiříego Hávę pod nazwą Orphinus thailandicus. Opisu dokonano na podstawie licznych okazów odłowionych w latach 1991–1999. Jako miejsce typowe wskazano San Pakię w Tajlandii. Epitet gatunkowy pochodzi od nazwy tego kraju. W 2013 roku Takanobu Kitano umieścił ten gatunek w nowym rodzaju Jiriella jako jego gatunek typowy.
Chrząszcz o owalnym ciele długości 3,3–4 mm i szerokości 2,1–2,7 mm. Podstawowe ubarwienie ciała jest ciemnobrązowe do czarnego. Delikatnie punktowaną głowę porastają długie szczecinki o żółtej barwie. Oczy złożone są bardzo duże, porośnięte brązowymi mikroszczecinkami. Pośrodku czoła leży przyoczko. Brązowe, żółto oszczecone czułki buduje jedenaście członów, z których trzy ostatnie formują buławkę. Głaszczki są brązowe. Przedplecze jest 2,5 raza szersze niż dłuższe. Powierzchnia przedplecza jest delikatnie punktowana, a w tyle dysku gęsto dołkowana. Szczecinki na nim są długie i mają kolor żółty. Hypomery mają formę prawie trójkątną, a jamki na czułki są małe i zajmują ⅓ ich długości. Trójkątna tarczka jest naga. Na pokrywach występuje pomarańczowoczerwonawy wzór, na który składa się para szerokich poprzecznych przepasek za barkami nie osiągających szwu oraz wspólna plama wierzchołkowa. Powierzchnia pokryw jest gęsto dołkowana. Brązowe odnóża porastają krótkie i żółte włoski. Owłosienie tła pokryw jest czarne, zaś wzoru żółte. Owłosienie sternitów odwłoka jest krótkie i żółte. Genitalia samca mają krótkie paramery, zredukowaną kapsułę bazalną pierścieniowatego tegmenu oraz delikatnie zakrzywiony dobrzusznie płat środkowy z podstawą rozdzieloną na cztery wyrostki. Narządy rozrodcze samic charakteryzują się długim pokładełkiem, długimi stylikami, dwoma parami sklerytów w torebce kopulacyjnej oraz krótką spermateką z owalnym wyrostkiem.
Owad orientalny, endemiczny dla Półwyspu Indochińskiego. Znany jest z Tajlandii i Laosu.